# Крузи (Підляське воєводство)
Крузи (пол. Kruzy) — село в Польщі, у гміні Перлеєво Сім'ятицького повіту Підляського воєводства.
Населення — 57 осіб (2011).
У 1975-1998 роках село належало до Ломжинського воєводства.

## Демографія
Демографічна структура станом на 31 березня 2011 року:
|          | Загалом | Допрацездатний вік | Працездатний вік | Постпрацездатний вік |
| -------- | ------- | ------------------ | ---------------- | -------------------- |
| Чоловіки | 32      | 6                  | 21               | 5                    |
| Жінки    | 25      | 4                  | 15               | 6                    |
| Разом    | 57      | 10                 | 36               | 11                   |